# Rocquencourt (Yvelines)
 Rocquencourt  es una población y comuna francesa, en la región de Isla de Francia, departamento de Yvelines, en el distrito de Versailles y cantón de Le Chesnay.

## Demografía
| 132                       | 217 | 234 | 162 | 227 | 261 | 263 | 256 | 261 | 251 | 259 | 270 | 232 | 275 | 263 | 199 | 238 | 231 | 205 | 201 | 226 | 223 | 250 | 260 | 230 | 191 | 556 | 304 | 886 | 2 030 | 4 034 | 3 871 | 3 218 | 3 267 |
| (Fuente: Cassini e INSEE) |     |     |     |     |     |     |     |     |     |     |     |     |     |     |     |     |     |     |     |     |     |     |     |     |     |     |     |     |       |       |       |       |       |